# Tetigoniide
Tetigoniidele sau cosașii (Tettigoniidae) sunt o familie de insecte ortoptere, care se pot confunda ușor cu lăcustele, dar se deosebesc de acestea prin antenele lor filiforme lungi, uneori mai lungi decât corpul, printr-un oviscapt foarte lung cu aspect de sabie (adesea dințat la vârf), de unde și numele de Ensifera a subordinului din care fac parte, tarsul este format din 4 articole, pe tibiile picioarelor anterioare se găsesc organe timpanale, cu care tetigoniidele percep zgomotele, organele stridulante ale masculilor sunt situate pe tegmine, cea stângă folosind ca arcuș, cea dreaptă ca membrană vibratoare. Emit un zgomot asemănător cu fâsâitul coasei, de unde și numele lor popular de cosași. Cele mai multe specii sunt erbivore, existând însă și specii răpitoare carnivore. Se cunosc peste 6.400 de  specii.